# Adrift (phim 2009)
Bỏ mặc (tiếng Bồ Đào Nha: À Deriva) là phim điện ảnh Brazil, do Heitor Dhalia đạo diễn, hoàn thành năm 2009, tham gia Liên hoan phim Cannes cùng năm. Bộ phim kể về cô bé tuổi vị thành niên đầy thách thức 14 tuổi (Laura Neiva đóng), trong một kỳ nghỉ cùng gia đình đã phát hiện cha mình ngoại tình...

## Diễn viên
- Camilla Belle as Ângela
- Vincent Cassel as Matias
- Cauã Reymond as Barman
- Taís Araújo
- Débora Bloch as Clarice
- Laura Neiva as Filipa
- Max Huzar as Antônio